# Guy Hocquenghem
Pour les articles homonymes, voir Hocquenghem.
 (décembre 2023).
Guy Hocquenghem, né le 10 décembre 1946 à Boulogne-Billancourt et mort des suites du sida le 28 août 1988 à Paris, est un journaliste, essayiste, romancier et militant homosexuel français.

## Biographie

### Famille
Il est le fils d'Alexis Hocquenghem (1908-1990), mathématicien et professeur de mathématiques au Conservatoire national des arts et métiers, et de Madeleine Deschênes (1906-1999), professeur de lettres au lycée Marie-Curie de Sceaux. Son grand-père, Gustave Joseph Hocquenghem, époux d'Alice Meyer, fille de Charles Meyer et de Rosalie Lévy, né à Bruxelles (Belgique) le 30 août 1882, était un artisan électricien de nationalité belge.

### Formation
Guy Hocquenghem fut élève au lycée Lakanal de Sceaux, puis au lycée Henri-IV à Paris. Sa famille habitait alors Châtenay-Malabry. Au lycée Henri-IV, il suit les cours de philosophie de René Schérer, avec lequel, à l'âge de quinze ans, il entretiendra une relation amoureuse puis amicale, et avec lequel il écrira par la suite plusieurs ouvrages. Normalien comme ses parents, il entre à la rue d'Ulm en 1966. Il y rédige pour le diplôme d'études supérieures un mémoire sur les « signatures de sculpteurs grecs dans le Péloponnèse », mais ne se présente pas à l'agrégation, qui lui paraissait être une obligation que Mai 68 aurait rendue obsolète.

### Engagement politique
D'abord militant à l'Union des étudiants communistes (UEC) et au Parti communiste français (PCF), auquel il adhère en 1962, il rejoint la Jeunesse communiste révolutionnaire (JCR) à sa création, groupe trotskiste alors principalement composé d'exclus de l'UEC, contestant la ligne du PCF. Hocquenghem écrit dans le journal de l'organisation, Avant-garde jeunesse. Il participe à l'occupation de la Sorbonne en mai 1968, ainsi qu'à la rédaction du journal Action et, plus généralement, au mouvement de mai 68.
Il est exclu de la Ligue communiste à sa fondation en 1969, comme plusieurs de ses camarades, lors d'une AG tenue à la fac de médecine, au cours de laquelle il est personnellement qualifié de « mao-spontex » (c'est-à-dire spontanéiste, et anti-organisationnel). Il s'intéresse alors à la révolution culturelle lancée en 1966 en Chine par Mao Zedong pour consolider son pouvoir en s'appuyant sur la jeunesse du pays — il écrira ensuite, dans l'Après-Mai des faunes, que lui et ses camarades étaient « mal informés » à propos de la situation en Chine. À l'université de Censier, il participe à plusieurs expériences politiques se réclamant du maoïsme libertaire, écrivant « Construisez vous-même vos rêves, votre sensibilité », dans Tout !, le journal du groupe Vive la révolution, dirigé par Tiennot Grumbach.
Au début des années 1970, comme il l'explique dans le film de Carole Roussopoulos sur le FHAR, plusieurs de ses camarades refusent qu'il participe à des opérations de propagande à l'usine Renault de Flins en raison de son homosexualité et de son apparence, craignant que cela « ne choque les ouvriers ».
En 1986, Guy Hocquenghem écrit dans sa Lettre à ceux qui sont passés du col Mao au Rotary : « Les procès, les exclusions, je connais, je me les suis tous tapés. Exclu de chez les trotskistes, les maos me cassaient la gueule ».

### Militant de la cause homosexuelle
En 1971, il devient l'un des leaders du Front homosexuel d'action révolutionnaire (FHAR), mouvement radical qui dénonce non seulement la domination subie par les minorités sexuelles au sein de la société, mais aussi et surtout l'homophobie de la gauche radicale, et affirme la place des luttes homosexuelles au sein des luttes révolutionnaires. Dans plusieurs récits (notamment L'Amphithéâtre des morts, ouvrage autobiographique inachevé et paru en 1994 à titre posthume), Hocquenghem insiste sur les insultes et les brimades qu'il a subies à l'intérieur de l'extrême gauche, en raison de son homosexualité.
Le 10 janvier 1972, il publie dans Le Nouvel Observateur un autoportrait dans lequel il annonce qu'il est homosexuel. Il est ainsi, après Paul Verlaine dans La Cravache parisienne : journal littéraire, artistique et financier du 29 septembre 1888, l'un des premiers homosexuels français à faire son coming out dans la presse et à afficher publiquement son orientation sexuelle. Sa mère répond par un courrier qu'on peut lire dans le numéro du même magazine en date du 17 janvier. La même année il fait paraître Le Désir homosexuel, livre-manifeste de la « révolution » homosexuelle et considéré aujourd'hui comme l'un des textes fondateurs de la théorie queer. Hocquenghem coordonne en 1973, sous la direction de Félix Guattari, un numéro de la revue Recherches intitulé « Trois milliards de pervers : grande encyclopédie des homosexualités », ce qui vaudra à Guattari une condamnation en justice.
Aux élections législatives de 1978, Hocquenghem est le suppléant d'Alain Secouet, un maçon de trente ans, militant et candidat sous la bannière Différence homosexuelle,. Ils affirment : « Nous n'avons pas de programme, nous demandons seulement la suppression des lois discriminatoires — ce que nous obtiendrons. L'intérêt pour nous, c'est de se montrer à visage découvert ».
Hocquenghem est l'auteur de nombreuses interventions sur l'homosexualité, notamment sur la transformation, la reconnaissance sociale et la « normalisation » de l'homosexualité, normalisation dont il s'inquiète. En 1979, il est l'auteur avec le cinéaste Lionel Soukaz d'une histoire de l'homosexualité, intitulée Race d'Ep !, film qui connaît une déclinaison en livre. Si la sortie en salles du film amène des réactions du public parfois mitigées, le livre de Guy Hocquenghem est, quant à lui, une réflexion, très pessimiste, sur la courte histoire de l'homosexualité, histoire qui, dans le propos d'Hocquenghem apparaît comme tragique, mouvementée, avec son lot d'épidémies, de rejet social et de déportation à l'époque nazie (un fait historique qu'il sera l'un des premiers à aborder, à cette époque, thème qui lui tiendra particulièrement à cœur). Il fera tout pour faire connaître cet épisode, alors peu connu de l'histoire, notamment dans un article du Figaro-Magazine, qui lui vaudra un procès public auprès des instances dirigeantes de Libération, auquel il collabore alors.

### Rapport au féminisme
La création du Front homosexuel d'action révolutionnaire, que Guy Hocquenghem a contribué à fonder, a été permise par le développement du féminisme, ainsi que par les questionnements de l'après 68 politisant la sexualité et des questions qui étaient auparavant considérées comme privées. Dans la revue L'homme et la société, Sébastien Chauvin écrit notamment :

« Pendant plusieurs mois, le futur Front homosexuel d’action révolutionnaire (FHAR) est donc quasi-exclusivement féminin, et ce n’est qu’à partir de février 1971 que des gays rejoignent ses rangs. Le mouvement des femmes est en fait, avec le mouvement américain pour les Droits civiques et le gauchisme anti-stalinien, un des trois modèles politiques du mouvement de libération homosexuelle. »

De son côté, Antoine Idier, auteur du livre Les vies de Guy Hocquenghem rappelle que s'il y eut des tensions ou des désaccords avec des militantes féministes ou avec des prises de position en particulier, Guy Hocquenghem « n'a cessé de reconnaître la dette des militants homosexuels à l’égard des militantes féministes, et il a même essayé de penser leurs désaccords ». Le chercheur mentionne également les témoignages de militantes féministes à la mort de Guy Hocquenghem, par exemple celui de Françoise d'Eaubonne qui écrit qu'au sein du FHAR « le militant “fut souvent un élément modérateur, tentant d’apaiser les frictions entre les deux clans”, à savoir les militantes venues du MLF et ceux qui les avaient rejointes plus tard ».

### Carrière littéraire

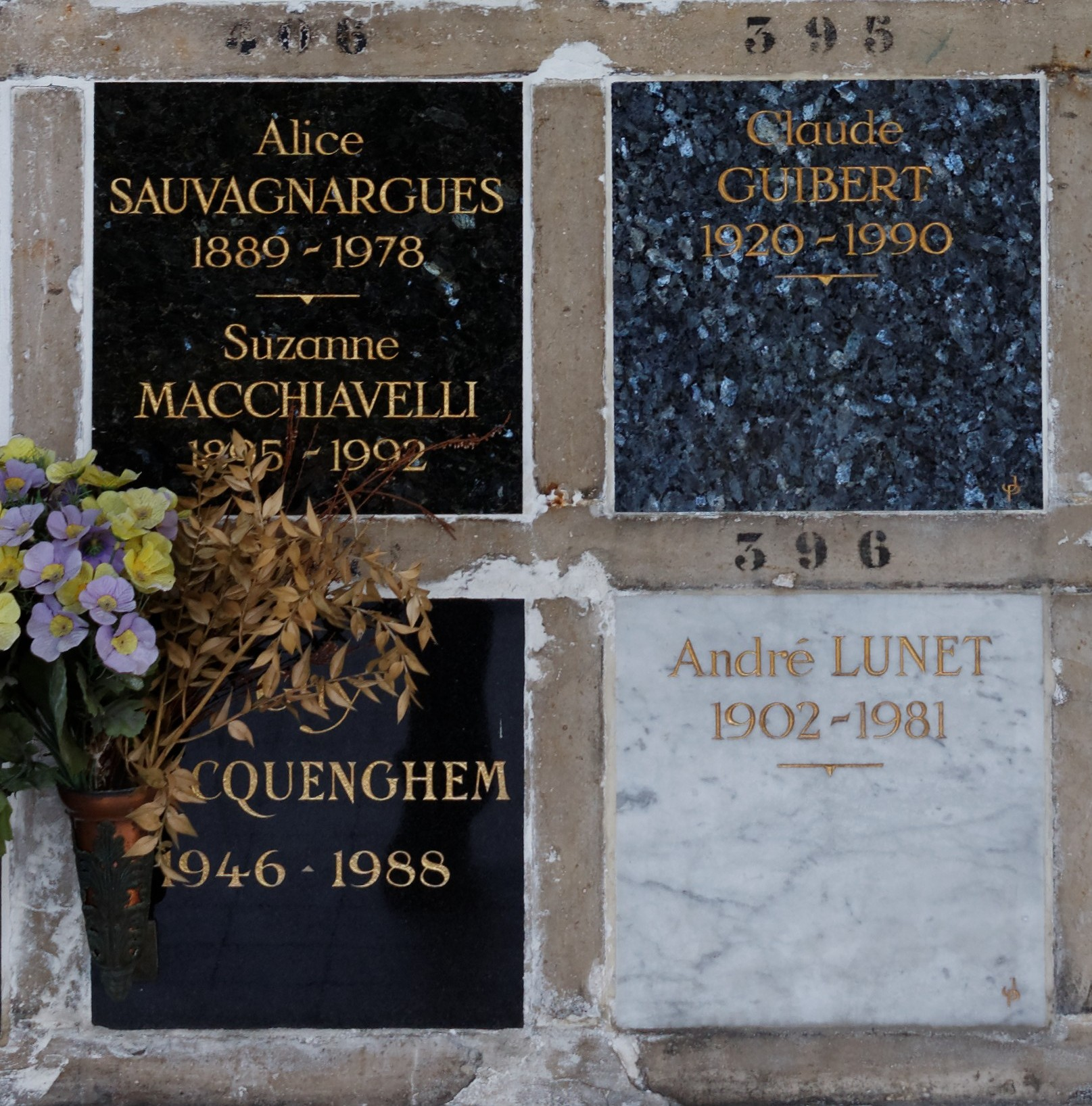
Case n°407 au columbarium du Père-Lachaise.

De 1975 à 1982, il collabore au quotidien Libération. Il est également chargé de cours de philosophie à l'université de Vincennes-Paris-VIII, aux côtés de René Schérer, Gilles Deleuze et François Châtelet, au sein du département fondé par Michel Foucault. Par ailleurs, il soutient en 1974, à l'université de Vincennes, une thèse de philosophie intitulée «Volutions: la révolution culturelle en Europe». Cette thèse comporte, d'une part, le livre Le Désir homosexuel, d'autre part un ensemble de textes inédits qui seront publiés chez Grasset en 1974 sous le titre L'Après-Mai des faunes (avec une préface de Gilles Deleuze).
Dans les années 1980, il est l'auteur d'une œuvre romanesque qui remporte un succès critique et auprès du public. Très remarqué par la critique, son premier roman, L'Amour en relief, (Albin Michel, 1982), narre l'histoire d'un jeune Arabe, Amar, devenu aveugle à la suite d'un accident de moto, et de ses aventures amoureuses, auprès d'une riche américaine, notamment.
En 1985, toujours chez Albin Michel, paraît La colère de l'Agneau, roman sur l'apôtre Jean, et les débuts du christianisme dans une Antiquité, en proie au chaos.
En 1987, paraît Eve, (Albin Michel, 1987), roman qui rate de peu le prix Goncourt, le président du jury de l'époque, Hervé Bazin, refusant de faire jouer sa double voix. L'ouvrage est l'histoire d'un jeune écrivain, atteint du sida, maladie qui n'est jamais citée dans le roman, amoureux de son double féminin. Il s'agit aussi d'un roman portant sur la gémellité.
Hocquenghem est en outre l'auteur d'essais littéraires en compagnie de René Schérer, tels que Co-ire, à propos des représentations de l'enfance, et l'Âme atomique, qui constitue une réflexion esthétique. Pamphlétaire, il est enfin l'auteur de La Beauté du métis en 1979, ainsi que de la Lettre ouverte à ceux qui sont passés du col Mao au Rotary, dans laquelle il pourfend le reniement de leurs idées par ses anciens compagnons de militantisme.
Guy Hocquenghem meurt des suites du sida le 28 août 1988. L'Amphithéâtre des morts, ses mémoires inachevés, paraîtront six ans plus tard, préfacés par Roland Surzur et postfacés par René Schérer.

## Polémique sur une plaque commémorative à Paris en 2020
La décision prise par le Conseil de Paris le 12 décembre 2019 d'apposer une plaque commémorative en l'honneur de Guy Hocquenghem au 45, rue de Plaisance, dans le 14e arrondissement, immeuble où il vécut entre 1973 et 1977, déclenche une polémique dans le prolongement de l'affaire Springora-Matzneff,. L'amitié, d'ordre mondain, entre Guy Hocquenghem et Gabriel Matzneff est alors évoquée, ainsi que la signature, voire la rédaction commune de pétitions critiquant la répression des rapports sexuels entre majeurs et mineurs. De même, certains de ses écrits, ironisant ou minimisant le viol, qu'il qualifia notamment de « légère blessure », sont en cause. Le retrait de cette plaque apparaît dans les mots d'ordre de la manifestation organisée le 23 juillet 2020 sur le parvis de l’Hôtel de Ville de Paris pour demander le départ de l'adjoint à la culture Christophe Girard, accusé d'avoir soutenu Gabriel Matzneff (sa démission interviendra le jour même). La plaque est finalement retirée le 2 septembre 2020 par la mairie du XIVe, après une action de protestation du collectif féministe Les Grenades.
Au contraire, dans un blog hébergé par le journal Mediapart, le chercheur et historien Antoine Idier, auteur d'une biographie d'Hocquenghem, déclare qu'il s'agit d'une « campagne » menée à partir de « citations tronquées » et de « textes amputés », et déplore « l'absence de faits, [d’]allégations précises, [d’]investigation ». Interrogé par le magazine Têtu, le philosophe Paul B. Preciado considère « cet épisode comme une énorme méconnaissance de notre histoire politique » et décrit comme « ridicule » l’action « des féministes de droite qui ont enlevé sa plaque commémorative ».
En février 2021, interviewé par la revue Lundimatin, René Schérer, qui fut son amant dans les années soixante, avec qui Guy Hocquenghem a co-écrit Co-ire à propos des représentations de l'enfance, affirme que le retrait de cette plaque est « odieux ». Schérer insiste sur le fait qu'Hocquenghem « a le mérite d’avoir porté sur la place publique » « un phénomène social important », à savoir « la reconnaissance de l’homosexualité ». Il précise en outre qu'Hocquenghem « n’avait rigoureusement aucune attirance, et surtout sexuelle, relative aux enfants » et qu'il est donc « ridicule de l'accuser de pédophilie ».

### Radio et télévision
- « Guy Hocquenghem, (1946-1988), la rage intacte, itinéraire d’un indompté », documentaire de Delphine Saltel pour l'émission Une vie, une œuvre de France Culture, 2 juillet 2016 (avec Roland Surzur, Hélène Hazera, Élisabeth Salvaresi, Marc Hatzfeld, Jean-Luc Hennig et Antoine Idier) [écouter en ligne] 59 min [audio].
- Mai 68 - Mai 88, un débat de l'émission Écran Témoin de la Radio-télévision belge de la Communauté française, mai 1988, [voir en ligne] YouTube, 10 min 4 s [vidéo].